# فارلی والاپ
فارلی والاپ (به انگلیسی: Farleigh Wallop) یک روستا و محله مدنی در بریتانیا است که در Basingstoke and Deane واقع شده‌است.